# Шуанбай
Шуанба́й (кит. упр. 双柏, пиньинь Shuāngbǎi) — уезд Чусюн-Ийского автономного округа провинции Юньнань (КНР).

## История
После завоевания Дали монголами и вхождения этих мест в состав империи Юань в 1275 году была создана Наньаньская область (南安州). После Синьхайской революции в Китае была произведена реформа структуры административного деления, в ходе которой области были упразднены, и поэтому в 1913 году Наньаньская область была преобразована в уезд Наньань (南安县). Так как оказалось, что в провинции Фуцзянь уже имеется уезд с точно таким же названием, в 1914 году уезд был переименован в Мочу (摩刍县).
В 1929 году уезд Мочу был переименован в Шуанбай.
После вхождения провинции Юньнань в состав КНР в 1950 году был образован Специальный район Чусюн (楚雄专区), и уезд вошёл в его состав.
Постановлением Госсовета КНР от 18 октября 1957 года Специальный район Чусюн был преобразован в Чусюн-Ийский автономный округ.
В сентябре 1958 года уезд Шуанбай  был присоединён к уезду Чусюн, но уже в ноябре 1959 года он был воссоздан.

## Административное деление
Уезд делится на 5 посёлков и 3 волости.